# Sint-Servatiuskerk (Groot-Loon)

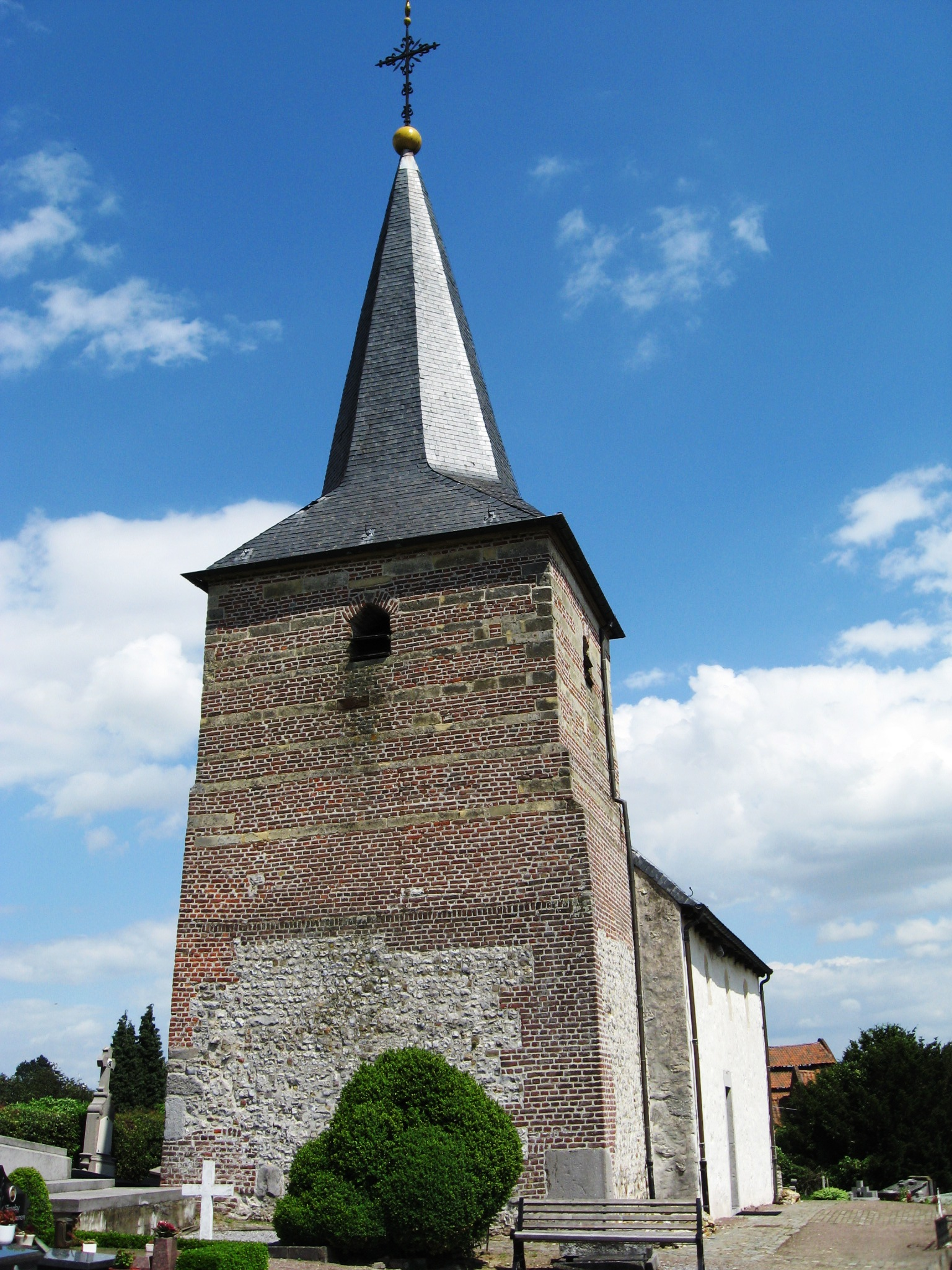
Sint-Servatiuskerk

De Sint-Servatiuskerk is de parochiekerk van Groot-Loon, gelegen aan de Grootloonstraat 100.

## Geschiedenis
De parochie, een kwartkerk van de parochie van Borgloon, dateert al van vóór 1275. Er stond een 13e-eeuwse romaanse kerk, waarvan nog resten te vinden zijn in de onderbouw van toren en schip. Hier vindt men breuksteen van onder meer silex. Mogelijk in de 14e eeuw werd een gotisch koor aangebouwd. De bovenbouw van de toren, in baksteen met speklagen van mergelsteen, draagt het jaartal 1616. In de 18e eeuw werd de huidige bovenbouw van het schip aangebracht.
Van 1967-1970 werd de kerk gerestaureerd, waarbij de 18e-eeuwse rondboogvensters in het koor weer door gotische spitsboogvensters werden vervangen.

## Gebouw
Het witte kerkje, omringd door een kerkhof, ligt uitermate schilderachtig op een heuvel, met deels uitzicht op het vrije veld.
Het heeft een eenbeukig schip, een koor met driezijdige sluiting en een voorgebouwde westtoren die gedekt wordt door een ingesnoerde naaldspits.

## Interieur
De kerk bezit een houten kruisbeeld, vermoedelijk 16e-eeuws, dat vroeger tegen de buitengevel was geplaatst. M. Van der Linden (1971) ontwierp de keramische reliëfs, voorstellende Onze-Lieve-Vrouw en Sint-Servaas. Afgezien van een 19e-eeuwse biechtstoel, stamt de inrichting van de kerk uit ongeveer 1970.

## Kerkhof
Op het kerkhof vindt men enkele 17e- en 18e-eeuwse grafkruisen. Ook bevindt zich daar de vroegere gietijzeren dorpspomp, tegenwoordig omgebouwd tot een lantaarn.

## Galerij

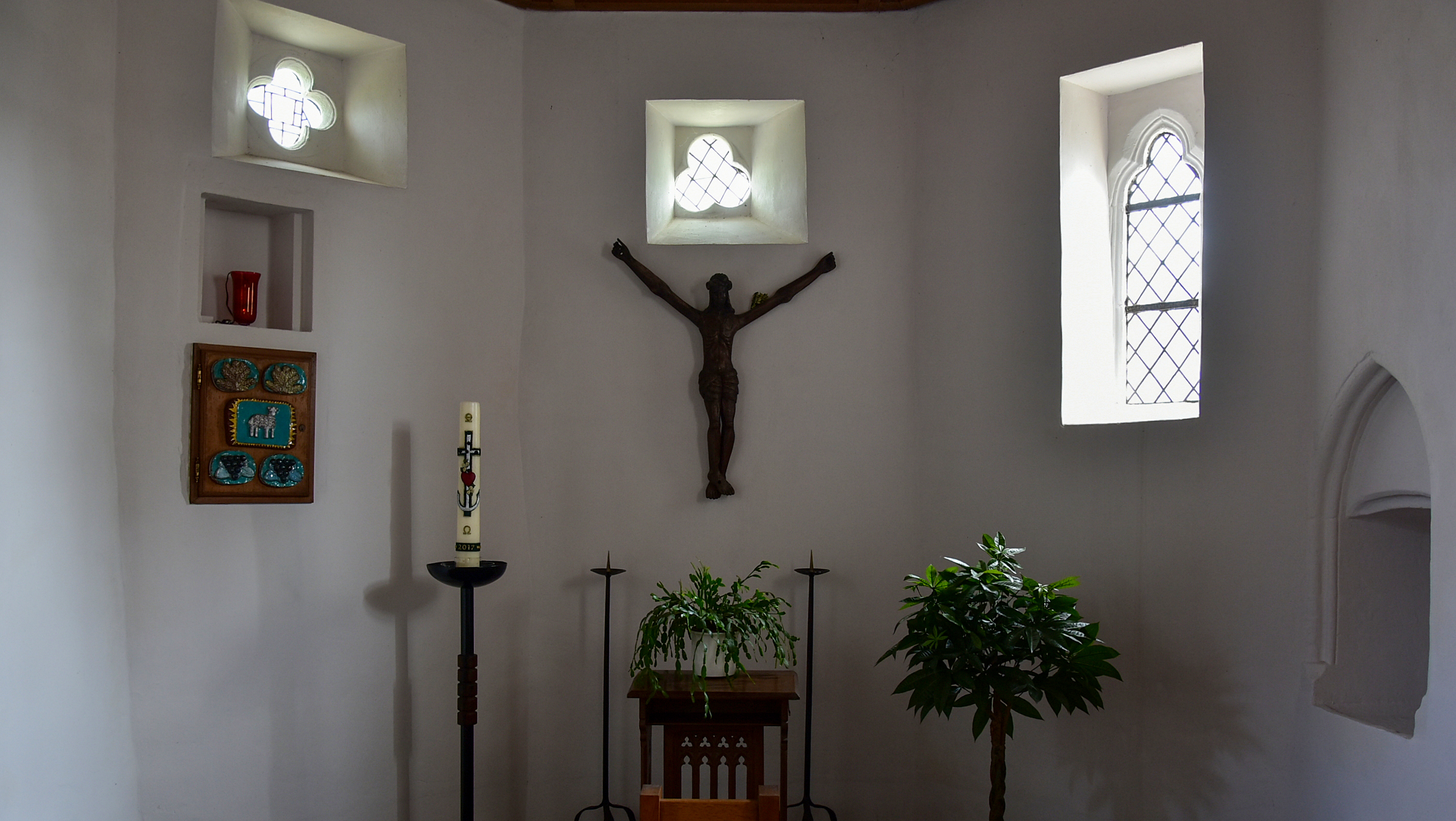
Koor
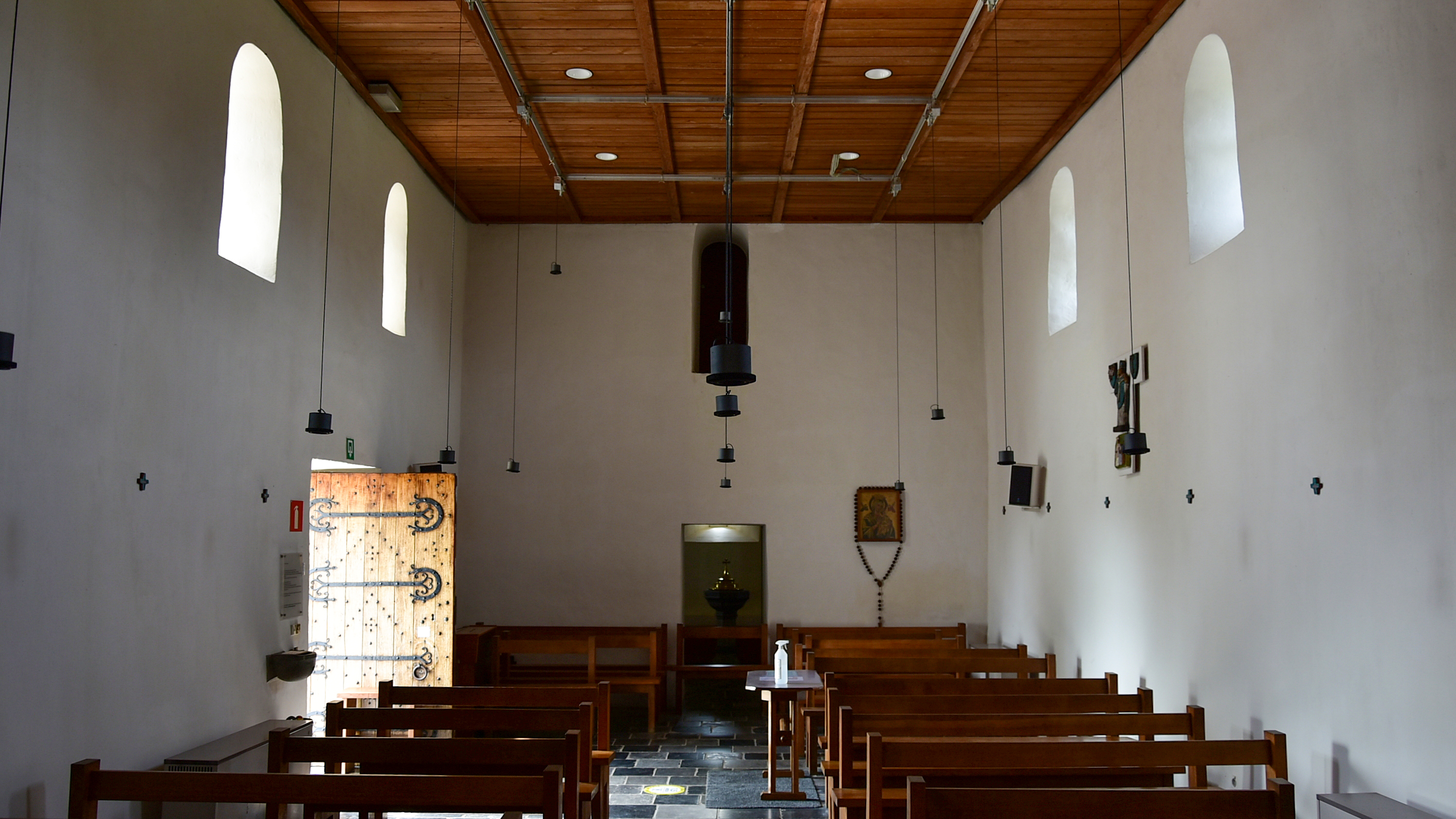
Achterzijde
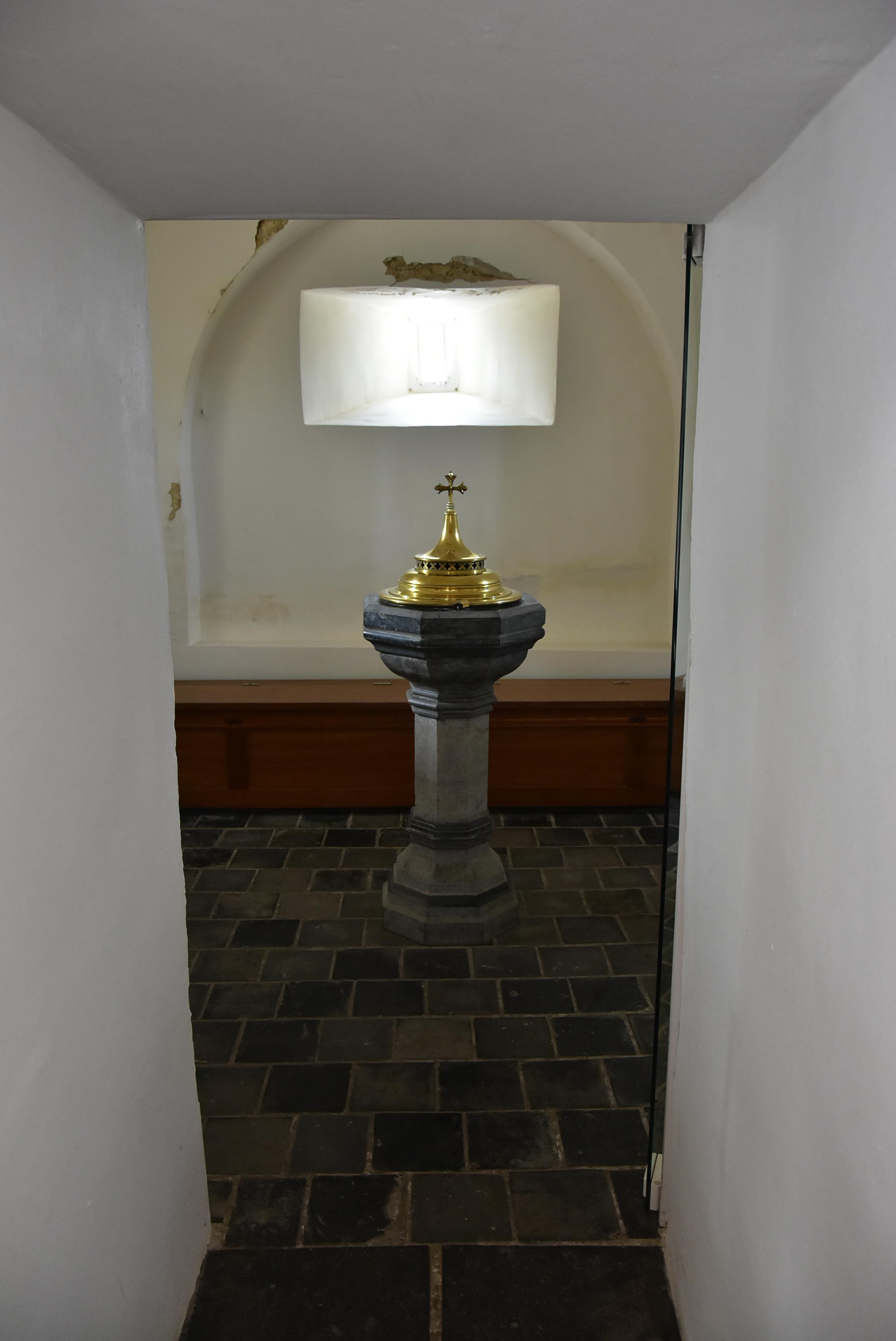
Doopvont